# Adhaerentia
Adhaerentia es un género de foraminífero bentónico de la subfamilia Adhaerentiinae, de la familia Placopsilinidae, de la superfamilia Lituoloidea, del suborden Lituolina y del orden Lituolida. Su especie tipo es Adhaerentia midwayensis. Su rango cronoestratigráfico abarca el Daniense (Paleoceno inferior).

## Discusión
Clasificaciones previas incluían Adhaerentia en el suborden Textulariina del orden Textulariida, o en el orden Lituolida sin diferenciar el suborden Lituolina.

## Clasificación
Adhaerentia incluye a la siguiente especie:
- Adhaerentia midwayensis †